# 洞院公賢
洞院 公賢（とういん きんかた）は、鎌倉時代後期から南北朝時代にかけての公卿。正式な名乗りは藤原 公賢。左大臣・洞院実泰の子。官位は従一位・太政大臣。通称は中園相国。出家して空元。また遍昭光院とも称された。有職故実の大家で、歴代天皇・将軍からたびたび諮問を受けた。また、公賢の日記『園太暦』は、中原師守『師守記』と並ぶ最重要史料であり、重要文化財に指定されている。文芸にも造詣が深く、歴史物語『増鏡』の作者の正体としては、二条良基に次ぐ有力候補である。養女で後醍醐天皇側室の洞院廉子（阿野廉子）を通じて、南朝の後村上天皇の系譜上の祖父になる。

## 経歴
正応4年（1291年）誕生。父・実泰の蔭位により同年従五位下に叙され、数え7歳にして早くも正五位下侍従となる。文保2年（1318年）後醍醐天皇の即位の際には皇太子邦良親王の春宮大夫を務める。また、後醍醐天皇の側室阿野廉子の養父となっている。元徳2年（1330年）内大臣に就任するが、翌年辞職。後伏見院の院執事として鎌倉幕府の滅亡を迎える。建武の新政が始まると内大臣に還任。翌年には右大臣に昇る。雑訴決断所頭人や伝奏なども兼ね、建武政権でも重きをなし、延元元年（1336年）には義良親王（のちの後村上天皇）の元服に際し、加冠役を務めたほどであったが、南北朝分立後は北朝に属し、北朝側の重鎮として光厳院の院執事となる。以後、たびたび辞意を表するが受け入れられず、左大臣・太政大臣を歴任。
公賢は朝廷で高位高官の地位にあって朝政を主導しただけでなく、有職故実にも明るく学識経験も豊富だったため、天皇・院・公家らから相談を受けることも多く、その日記『園太暦』はこの時代の朝廷の様々な人物の動きを知る上での貴重な基本史料となっている。観応2年（1351年）のいわゆる「正平の一統」においては北朝側の代表として交渉をまとめた。だが、南朝側による崇光天皇らの吉野への連行事件、続く文和2年（1353年）の後光厳天皇の美濃国退避に同行しなかったことから天皇の疑心を買い、政治の中枢から外れていくことになる。「聖朝之半隠、当世之外物」（『魚魯愚鈔』所収「揚名介事」奥書）と記したのもこの時期のことである。また、この時期に南朝に下った異母弟の実守を後継者から外して、実子の実夏を後継者としたものの、実夏と不仲になったために実守を帰参させて再び後継者にしようと図り、公賢没後の家門争いの原因となった。延文4年（1359年）にようやく辞職が許されて出家、空元と号した。翌年薨御。
他の著書に『皇代暦』・『魚魯愚鈔』など。子に洞院実夏・実世。孫に『尊卑分脈』を編んだ洞院公定（実夏の子）がいる。また、鷹司師平・一条経通の2代の関白を娘婿、左大臣近衛道嗣を孫婿（正室は実夏の娘、公賢没後に関白となる）として彼らの相談役としても活躍した。

## 官歴
- 1291年（正応4年）8月　誕生、従五位下
- 1294年（永仁2年）1月　従五位上
- 1296年（永仁4年）1月　正五位下
- 1297年（永仁5年）10月　侍従
- 1298年（永仁6年）1月　従四位下、4月左近衛少将
- 1299年（永仁7年）3月　従四位上
- 1300年（正安2年）1月　正四位下
- 1305年（嘉元3年）1月　陸奥権介
- 1306年（徳治1年）12月　左中弁・左近衛少将
- 1308年（徳治3年）9月　従三位
- 1309年（延慶2年）9月　左大弁・参議
- 1310年（延慶3年）1月　正三位、3月権中納言兼務、8月左兵衛督兼務
- 1311年（延慶4年）4月　従二位、5月右衛門督
- 1314年（正和3年）1月　正二位
- 1318年（文保2年）1月　春宮大夫兼務、8月大納言
- 1325年（正中2年）大納言
- 1326年（正中3年）11月　右近衛大将
- 1330年（元徳2年）3月　内大臣
- 1334年（元弘4年）12月　式部卿兼務
- 1335年（建武2年）1月　従一位右大臣（翌々年辞職）
- 1343年（康永2年）4月　左大臣
- 1348年（貞和4年）10月　太政大臣

## 系譜
- 父：洞院実泰
- 母：小倉季子 - 小倉公雄の娘
- 妻：粟田光子 - 粟田光久の娘、後醍醐天皇乳母
  - 次男：洞院実夏（1315-1367）
- 妻：粟田光久の娘
  - 男子：慈昭（?-1376） - 曼殊院門跡
- 妻：小倉実教娘
- 家女房
  - 長男：洞院実世（1308-1358）
- 生母不明の子女
  - 男子：定世（?-1358）
  - 男子：守賢（1323-1365）
  - 男子：公世
  - 女子：徳大寺公清室、法名正音
  - 女子：綸子 - 一条経通正室
  - 女子：吉子 - 鷹司師平室、法名光真
  - 女子：恵林 - 景愛寺尼
  - 女子：徽安門院東御方 - 崇光天皇後宮（安福殿女御）、法名了覚
  - 女子：西園寺実俊室、法名理空
  - 女子：近衛道嗣室、久良親王養女
- 養子
  - 女子：阿野廉子 - 右近衛中将・阿野公廉の娘。後醍醐天皇妃
  - 男子：洞院実守 - 洞院実泰の四男